# Jurij Colakovics Oganyeszjan
Jurij Colakovics Oganyeszjan (Rosztov-na-Donu, 1933. április 14. –) orosz-örmény atomfizikus, a szupernehéz kémiai elemek kutatója. Róla nevezték el a 118. rendszámú elemet a periódusos rendszerben, az oganeszont (vegyjele Og).

## Elismerései
1990-ben a Szovjet Tudományos Akadémia levelező tagjává, 2003-ban az Orosz Tudományos Akadémia rendes tagjává választották.
Világszerte több egyetem díszdoktora, különböző állami kitüntetések birtokosa.
Egyik legnagyobb elismerése, hogy róla nevezték el a 118-as rendszámú kémiai elemet, az oganeszont.